# Gabriel Mecados
Gabriel Mecados es un deportista dominicano que compitió en taekwondo. Ganó dos medallas en el Campeonato Panamericano de Taekwondo en los años 2000 y 2002.

## Palmarés internacional
| Campeonato Panamericano | Campeonato Panamericano | Campeonato Panamericano | Campeonato Panamericano |
| Año                     | Lugar                   | Medalla                 | Categoría               |
| ----------------------- | ----------------------- | ----------------------- | ----------------------- |
| 2000                    | Oranjestad (Aruba)      | Medalla de oro          | –54 kg                  |
| 2002                    | Quito (Ecuador)         | Medalla de bronce       | –54 kg                  |